# Snurfer

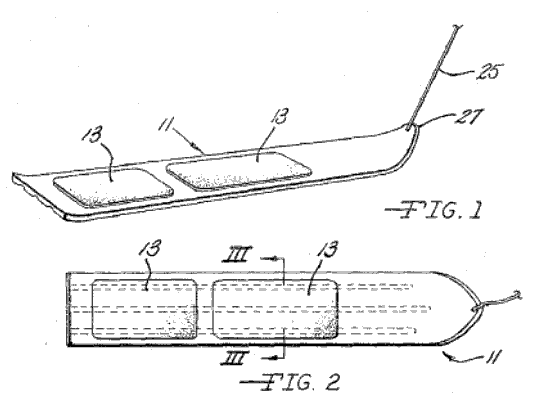
Il diagramma del primo brevetto dello snurfer (US 3378274).

Col termine Snurfer, dall'incrocio delle due parole inglesi snow, (neve) e surfer, si indica un particolare attrezzo sportivo da scivolamento, antenato del moderno snowboard.

## Storia
Lo Snurfer fu inventato e per la prima volta costruito dall'ingegnere americano Sherman Poppen a Muskegon, Michigan nel 1965. Poppen si trovava al di fuori della sua abitazione quando osservò come le sue figlie, di 11 anni, scendessero giù da una collina stando in piedi su un solo sci. Corse subito in un negozio e ne comprò un altro paio, che legò assieme e a cui attaccò una corda al suo muso in modo tale che l'utilizzatore potesse avere un maggiore controllo della tavola. Fu sua moglie a chiamarlo Snurfer e poco dopo la sua creazione, anche diversi amici delle figlie di Poppen ne vollero uno e l'ingegnere pensò di brevettare la sua invenzione.
Più tardi, egli autorizzò alla costruzione dello Snurfer la Brunswick Corporation che ne iniziò una vasta produzione. In poco tempo, l'attrezzo raggiunse una grandissima diffusione in tutti gli Stati Uniti, il suo prezzo variava dai 10 ai 30 dollari e Poppen riuscì a vendere circa un milione di esemplari tra il 1966 ed il 1976, e nel corso degli anni esso subì diverse modifiche da parte di alcuni snurfers, come Dimitrije Milovich e più tardi Jake Burton Carpenter.
Nel corso degli anni settanta, Poppen organizzerà diverse competizioni a Rockford, Michigan che attireranno snurfers da tutti gli Stati Uniti. Nel 1979 anche Carpenter parteciperà ad una di queste con una tavola di sua costruzione, dotata in particolare di due attacchi in grado di assicurare i suoi scarponi all'attrezzo. Fu grazie a questa innovazione che nacquero  la Burton Snowboards, prima grande società produttrice di snowboard, o la Funky Snowboards, fra le prime italiane.